# Penicillium siamense
Penicillium siamense är en svampart som beskrevs av Manoch & C. Ramírez 1988. Penicillium siamense ingår i släktet Penicillium och familjen Trichocomaceae.   Inga underarter finns listade i Catalogue of Life.